# Блок Л (ускорителен блок)
Блок Л — това е четвъртата степен на ракетата-носител „Молния“ (8К78). Това е първият разработен в СССР ракетен блок, който имал възможност да се стартира в безтегловност.

## Предназначение
Създаден е за междупланетните полети по програмите за изследване на Венера и Марс, използван е за стартовете на станциите „Луна 4“ до „Луна 14“, „Венера 1“ до „Венера 8“, „Марс 1“, „Зонд 1“ до „Зонд 3“. Първият старт е през 1960 г. (неуспешен), а първият успешен старт е на 12 февруари 1961 г., с „Венера 1“.

## Експлоатация
Изработени са над 300 броя от Блок „Л“ и неговите модификации 2БЛ и 2МЛ, за ракетите „Мълния“ и „Мълния-М“.
Експлоатацията на ракетата-носител „Молния-М“ приключва на 30 септември 2010 г., когато последният екземпляр на ракетата е използван за старта на спътника Око. В една от демонстрационните зали в Московския държавен технически университет „Бауман“ се намира един Блок „Л“, който се използва за демонстрации и като учебно пособие.
В днешно време (2013) за извеждане на високоелиптични орбити се използва ракетата-носител „Союз-2“ с ускорителна степен „Фрегат“, който притежава по-гъвкави възможности за извеждане на различни орбити и траектории.

## Употреба
1. ↑  Статистика пусков ракет-носителей, изготовленных ГНПРКЦ „ЦСКБ-Прогресс“ //   Ракетно-космически център „Прогрес“, 20 октомври 2009.  Архивиран от оригинала на 17 февруари 2012. Посетен на 2010-08-23.